# Моравска Сърбия
Моравска Сърбия (на сръбски: Моравска Србија) е средновековна сръбска християнска държава на Балканския полуостров, то е най-голямото княжество, образувало се при окончателното разпадане на Душановата държава в 1371 г. в териториите обхващащи основната част от басейна на река Морава.
Управлявано е последователно от Лазар Хребелянович и неговия син Стефан Лазаревич, които през по-голямата част от историята на княжеството са васали на Османската империя. През 1402 година Стефан Лазаревич получава титлата деспот, с което приключват годините на Княжеството и се поставя началото на Моравското деспотство.

## Владетели
- Лазар Храбелянович (1371 – 1389)
- Стефан Лазаревич (1389 – 1402)